# Kivisaari (ö i Finland, Södra Österbotten, Seinäjoki)
Kivisaari är en halvö i Finland. Den ligger i sjön Tiisijärvi och i kommunen Lappo i den ekonomiska regionen  Seinäjoki och landskapet Södra Österbotten, i den centrala delen av landet, 300 km norr om huvudstaden Helsingfors.